# 고든 번샤프트
고든 번샤프트(영어: Gordon Bunshaft, 1909년 5월 9일~1990년 8월 9일)는 미국의 건축가로 20세기 중반의 현대 건축 디자인을 주도한 인물이다. 미국의 건축회사인 스키드모어, 오윙스 & 메릴 (SOM)의 파트너였던 번샤프트는 1937년에 회사에 합류하여 40년 이상을 함께 했다. 그가 건축한 주요 건물로는 뉴욕의 레버 하우스와 유니온 카바이드 빌딩, 예일 대학교 내에 있는 바이네케 고문서 도서관, 워싱턴 D.C.에 있는 허시혼 미술관과 조각 정원, 사우디아라비아 지다의 국가 상업 은행 등이 있다.
번샤프트는 국립 예술 문학 연구소에 선출되었으며, 그 외 수많은 상을 받았다. 1980년에는 레버 하우스로 미국 건축 협회 25년 상을 받았고 1988년에는 프리츠커상을 받았다.

## 생애
고든 번샤프트는 1909년 뉴욕주 버펄로에서 러시아계 유대인 이민자 부모 밑에서 태어났다. 어릴적부터 병약했던 그는 아파서 침대에 누워있는 동안 그림을 그리곤 했다. 그는 라피엣 고등학교를 졸업했으며 MIT에서 학사 학위(1933년)와 석사 학위(1935)를 모두 받은 후 1935년부터 1937년까지 Rotch Traveling Scholarship과 MIT Honorary Traveling Fellowship을 통해 유럽에서 공부했다.